# Nico Dostal

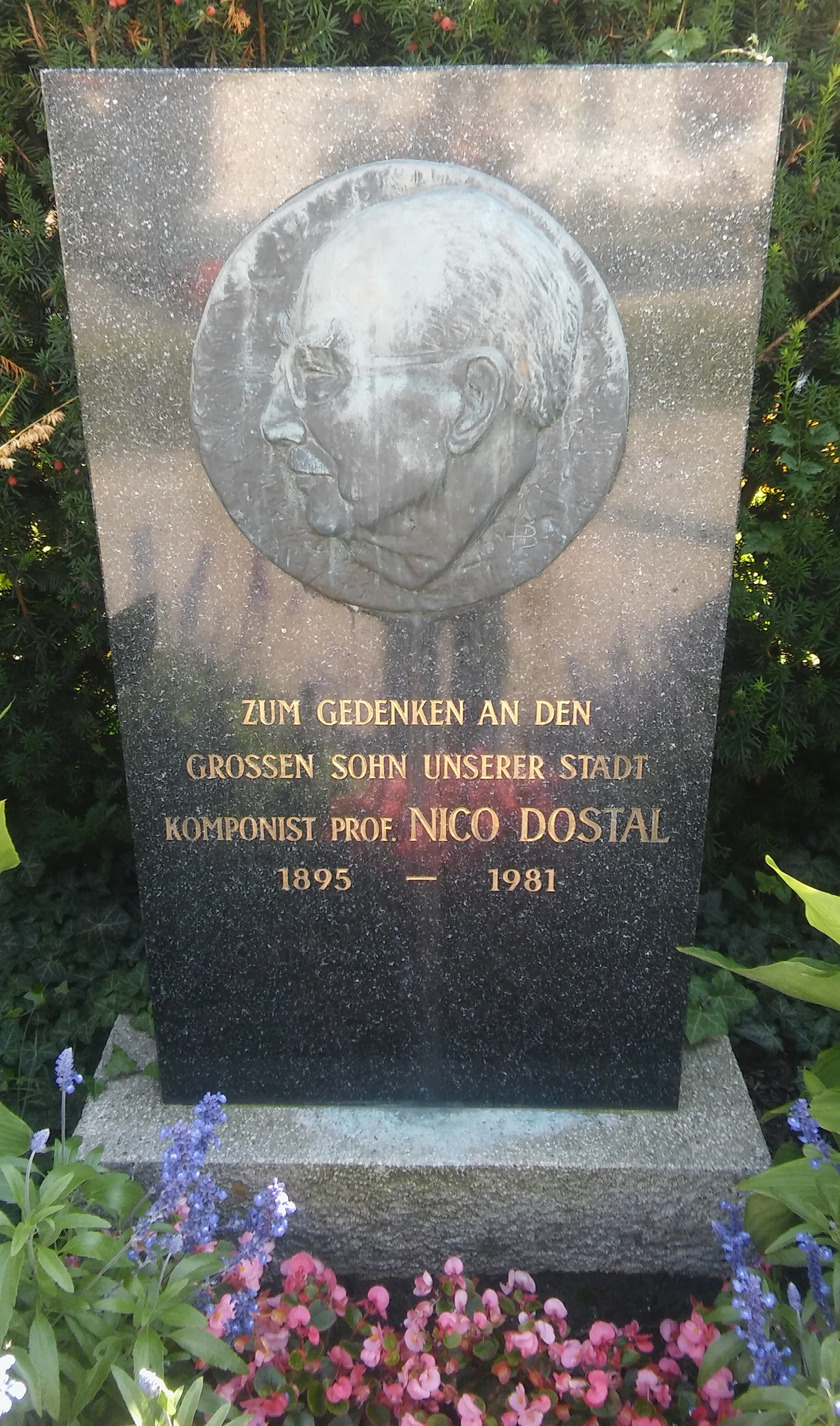
Denkmal für Nico Dostal in Korneuburg

Nico Dostal; eigentlich Nikolaus Josef Michael Dostal (* 27. November 1895 in Korneuburg, Österreich-Ungarn; † 27. Oktober 1981 in Salzburg) war ein österreichischer Komponist.

## Leben
Nico Dostal widmete sich zunächst dem Studium der Rechtswissenschaften an der Universität Wien, wandte sich dann jedoch dem Musikstudium an der Akademie für Kirchenmusik in Klosterneuburg zu und machte sich mit seiner 1913 in Linz uraufgeführten „Großen Messe“ in D-Dur einen Namen.

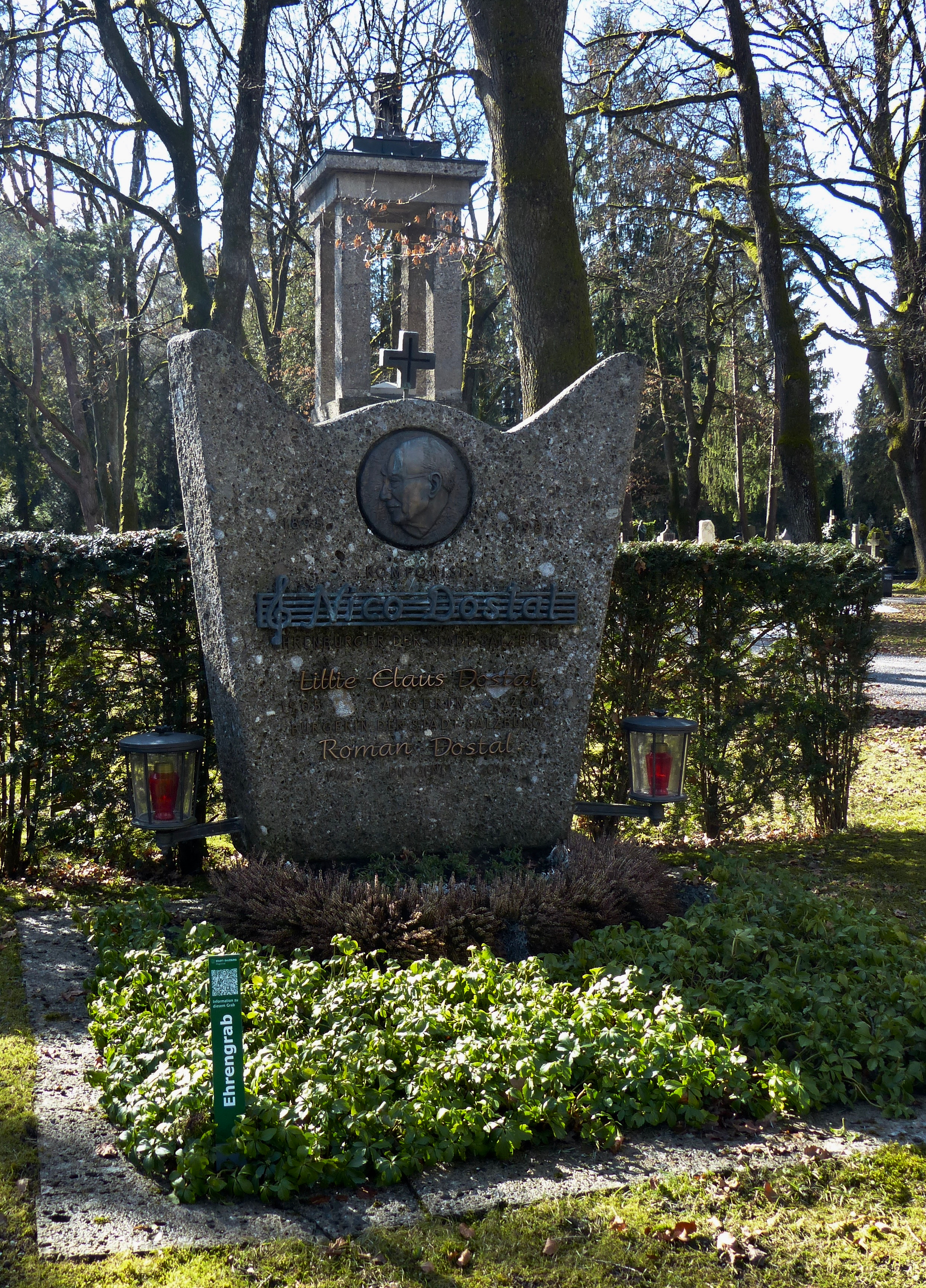
Grabstätte von Nico Dostal

Nach seiner Teilnahme am Ersten Weltkrieg wirkte Dostal von 1919 bis 1924 als Theaterkapellmeister in Innsbruck, Sankt Pölten, Wien, Czernowitz und Salzburg und ging 1924 nach Berlin, wo er sich der Unterhaltungsmusik zuwandte, im Musikverlagswesen tätig war und als freier Arrangeur unter anderem für Oskar Straus, Franz Lehár, Walter Kollo, Paul Abraham und Robert Stolz arbeitete. Daneben war Dostal als Kapellmeister und Komponist tätig, schrieb die Musik zu dem Film Kaiserwalzer und hatte 1933 großen Erfolg mit seiner ersten Operette Clivia, welche nach eigenen Aussagen nach einem Jahr bereits auf über 100 Bühnen gespielt wurde. Ihr folgten neben einigen anderen Die Vielgeliebte (1934), Die ungarische Hochzeit (1939) sowie zahlreiche Filmmusiken. Dostal stand 1944 in der Gottbegnadeten-Liste des Reichsministeriums für Volksaufklärung und Propaganda und komponierte bereits 1933 das Charakterstück „Die kleine Hitler-Garde kommt“ für Orchester.
1946 übersiedelte Dostal nach Wien und lebte seit 1954 in Salzburg, wo er sich weiterhin seiner kompositorischen Tätigkeit widmete und etwa das Kammermusical So macht man Karriere (1961) schrieb. Neben Operetten und Filmmusik komponierte Dostal auch Kirchenmusik.
Er war Neffe des Komponisten Hermann Dostal, auch sein Großvater war Militärkapellmeister in Olmütz. Seit 1942 war Dostal mit der Opernsängerin Lillie Claus verheiratet. Der gemeinsame Sohn Roman Dostal wurde Dirigent.
Nico Dostal starb 1981 in Salzburg und wurde auf dem Salzburger Kommunalfriedhof in einem Ehrengrab beigesetzt.
In neuer Zeit wurden Dostals Operetten aus der Zeit von 1933 bis 1945 auch daraufhin untersucht und eingeordnet, inwieweit sie die Ideologie des NS-Regimes reflektieren würden: Auch hier ergab sich dafür der allgemeine Befund, wie bei allen anderen Operetten dieser Zeit und deren Bearbeitungen und Inszenierungen, dass sie eher unkritische Beschwingtheit erzeugen sollten, zeitkritische Kontexte sollten bewusst ausgeblendet werden.

## Auszeichnungen
- 1965: Ehrenkreuz für Wissenschaft und Kunst I. Klasse
- 1965: Ehrenring der Stadt Korneuburg
- 1965: Ehrenring der Stadt Salzburg
- 1969: Paul-Lincke-Ring
- 1971: Kulturpreis der niederösterreichischen Landesregierung
- 1972: Großes Verdienstkreuz der Bundesrepublik Deutschland
- 1980: Ring des Landes Salzburg
- 1980: Ehrenbürger der Stadt Salzburg

## Werke

### Operetten
- 1922: Die exzentrische Frau
- 1923: Lagunenzauber
- 1933: Clivia
- 1934: Die Vielgeliebte
- 1936: Prinzessin Nofretete
- 1937: Extrablätter
- 1937: Monika
- 1939: Die ungarische Hochzeit
- 1940: Die Flucht ins Glück
- 1942: Die große Tänzerin
- 1942: Eva im Abendkleid
- 1942: Manina
- 1946: Verzauberte Herzen
- 1946: Ein Fremder in Venedig
- 1949: Süße kleine Freundin
- 1950: Zirkusblut
- 1950: Der Kurier der Königin
- 1952: Doktor Eisenbart
- 1954: Der dritte Wunsch
- 1955: Liebesbriefe Operette
- 1961: So macht man Karriere
- 1963: Rhapsodie der Liebe
- Der goldene Spiegel
- 1990: Don Juan und Figaro oder Das Lamm des Armen (Komische Oper)

### Filmmusik
- 1930: Jedem seine Chance
- 1930: Drei Tage Mittelarrest
- 1931: Kopfüber ins Glück
- 1933: Kaiserwalzer
- 1936: Fiakerlied
- 1938: Der Optimist
- 1938: Mordsache Holm
- 1938: Dreizehn Stühle
- 1939: Heimatland (Verfilmung seiner Operette Monika)
- 1939: Das Lied der Wüste
- 1940: Die Geierwally
- 1943: Schwarz auf weiß
- 1944: Glück bei Frauen
- 1950: Kind der Donau
- 1951: Frühling auf dem Eis (gemeinsam mit Hanns Jelinek)[4][5][6][7]
- 1951: Das Herz einer Frau
- 1953: Seesterne
- 1953: Eine Nacht in Venedig (Komm in die Gondel)
- 1954: Clivia
- 1969: Die Ungarische Hochzeit
- 1975: Ein Walzer zu zweien (Fernsehfilm)

### Orchesterwerke / Konzertante Musik

#### Suiten und Ballette
- Altwiener Miniaturen
- Die Träume der schönen Helena (Ballettsuite nach der Operette Der goldene Spiegel)
- Exotica
- Figurinen
- Goldene Schuhe (Ballettsuite)
- Impressionen
- In meinen Bergen (Romantische Suite, 1945)
- Kasperltheater
- Lyrische Szenen
- Orientalische Skizzen
- Sinfonische Suite (Nachgelassen, Uraufführung 2018)
- Spanische Skizzen (1940)
- Tanzsuite aus Motiven der Operette Manina

#### Werke für Klavier und Orchester
- Blues-Fantasie
- Romantic-Melody
- Wiener Erinnerungen (Bearbeitet für Klavier und Streichorchester)

#### Werke für Violine und Orchester
- Der galante Teufel
- Serenade

#### Werke für Oboe und Orchester
- Rondo romantico

#### Konzertwalzer
- Bel air
- Optimisten
- Praterspatzen
- Salzburger Dirndl
- Wiener Erinnerungen

#### Intermezzi und Charakterstücke
- Burleske
- Chinoiserie
- Chinesische Legende
- Der Jongleur
- Der verliebte Pinguin
- Desirèe
- Dirndlball
- Drei lustige Gesellen
- Intermezzo Espagnol
- Jubilate (Zum 25-jährigen bestehen des SWF-Rundfunkorchesters)
- Lachende Hühner
- Marina-Tango
- Midinetten
- Mirandolina
- My dreams
- Raketen-Galopp
- Souvenir d’amour
- Zwei nordische Tänze

#### Konzertouvertüren
- Bon voyage
- Fröhliches Spiel

#### Chorwerke
- Salzburger Bilderbogen (Kantate für gem. Chor und Orchester)
- Messe für Soli, Chor und Orchester in C-moll
- Große Messe in D-Dur (1913)
- Huldigung (Männerchor)

### Schriften
- Ans Ende deiner Träume kommst du nie, Berichte – Bekenntnisse – Betrachtungen. Pinguin, Innsbruck 1982.

### Nico-Dostal-Gesangswettbewerb
Der Nico-Dostal-Gesangswettbewerb fand seit 1976 abwechselnd in Bisamberg, Langenzersdorf und in Korneuburg bei Wien (Österreich) statt. Seit 2011 findet er (mit Unterbrechungen 2014 und 2017) unter der Leitung von Ernst Lintner nur mehr in Korneuburg statt. Ziel des Wettbewerbs ist es, jungen Sängern und Sängerinnen die Möglichkeit zu geben, sich mit Dostals Musik einer internationalen Jury mit Aussichten auf Engagements zu präsentieren.